# Eparchia di Severomorsk
L'eparchia di Severomorsk (in russo Североморская епархия?) è una diocesi della Chiesa ortodossa russa, appartenente alla metropolia di Murmansk.

## Territorio
L'eparchia comprende la parte settentrionale dell'oblast' di Murmansk nel circondario federale nordoccidentale.
Sede eparchiale è la città di Severomorsk, dove si trova la cattedrale di Sant'Andrea.
L'eparca ha il titolo ufficiale di «eparca di Severomorsk e di Umba».

## Storia
L'eparchia è stata eretta dal Santo Sinodo della Chiesa ortodossa russa il 2 ottobre 2013 ricavandone il territorio dall'eparchia di Murmansk.

## Cronotassi degli eparchi
- Mitrofane Badanin (24 novembre 2013 - 26 febbraio 2019 eletto metropolita di Murmansk)
- Tarasio Perov, dal 4 aprile 2019